# Heilig-Hartkerk (Ourodenberg)
De Heilig Hartkerk is een kerk in modernistische stijl in de tot de Vlaams-Brabantse stad Aarschot behorende plaats Ourodenberg, gelegen aan de Herseltsesteenweg 214. De kerk is toegewijd aan het Heilig Hart van Jezus.

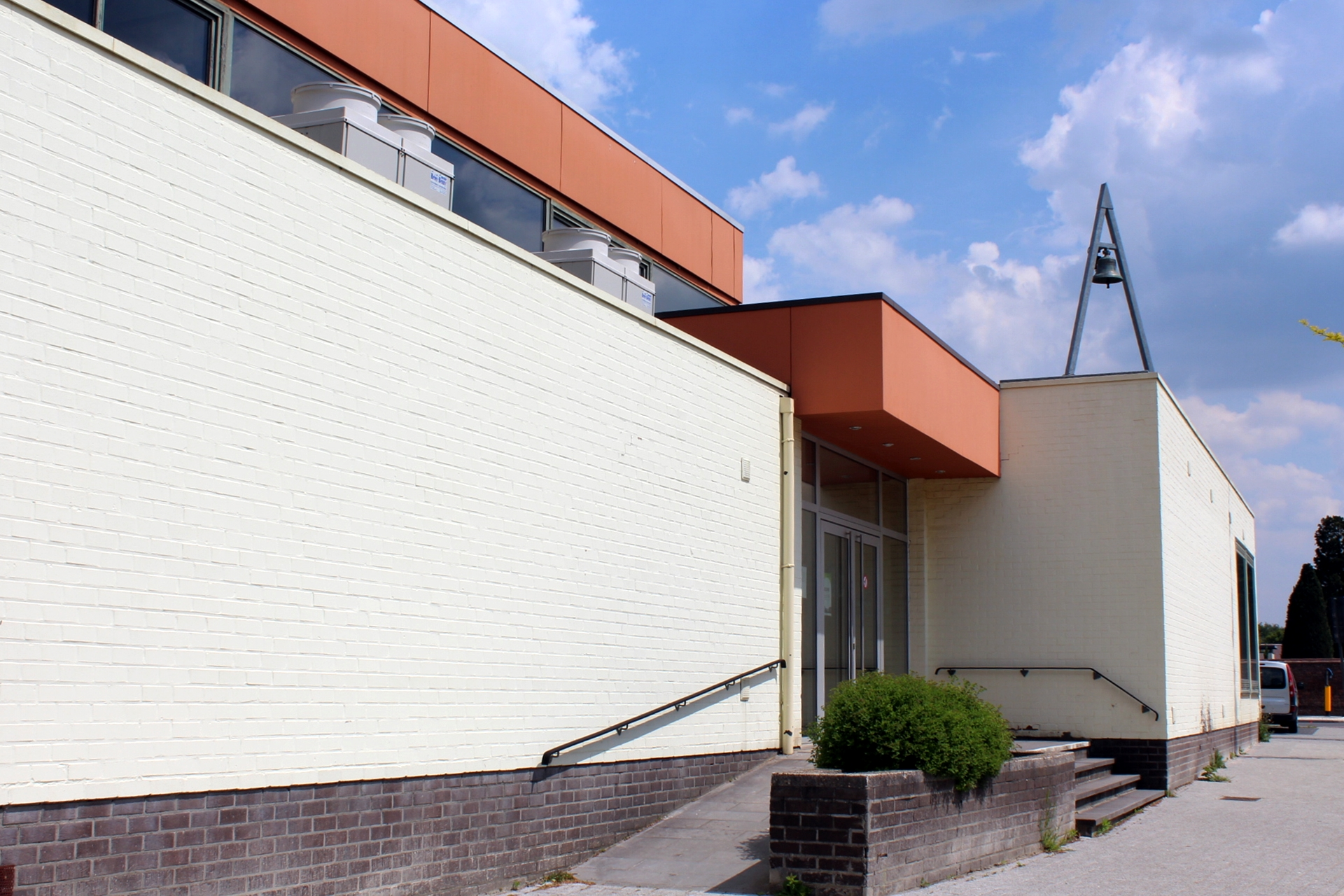
Heilig-Hartkerk (Aarschot)

## Ontstaan van de Heilig Hartparochie[1]
Het gehucht Ourodenberg, gelegen ten noorden van de stad Aarschot, kende vanaf 1930 een sterke demografische ontwikkeling. Op voorstel van deken Meeus besloot kardinaal Jozef Van Roey hier een nieuwe parochie te stichten. Eerwaarde heer Nijs werd tot kapelaan benoemd. Hij kreeg de opdracht toegewezen om de parochie uit te bouwen. Naast de oprichting van een school, werd onmiddellijk gestart met de bouw van een noodkerk. Deze kapel werd toegewijd aan het Heilig Hart van Jezus. De inzegening gebeurde op 12 juni 1932 door monseigneur Van Den Eynde. De noodkerk bood plaats aan een driehonderdtal gelovigen. Enkele jaren later, op 13 december 1937, werd de kapelanie een zelfstandige parochie.

## De bouw van een nieuwe kerk

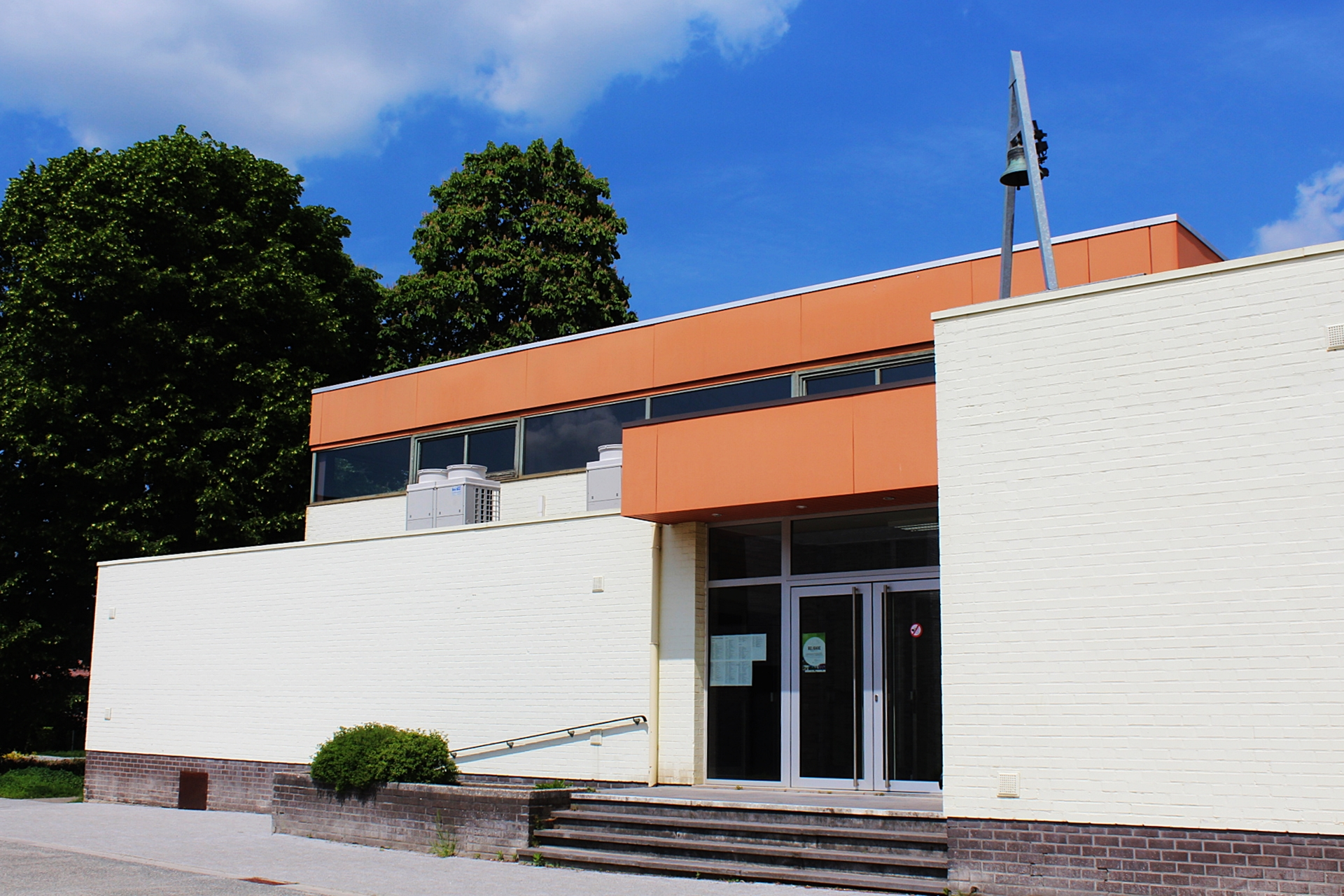
Hoofdingang

In 1944 werden waren er plannen om een definitief kerkgebouw in neoromaanse stijl te bouwen, maar pastoor NIjs besliste om eerst de oprichtingsschulden te voldoen. Bijna een kwarteeuw later, bij de aanstelling van de weleerwaarde pater picpus en oud-missionaris Rik Jacobs als pastoor, gaf het bisdom de opdracht om een nieuwe kerk te bouwen. 
De parochie was zodanig gegroeid en actief dat er een onderpastoor, de ordebroeder, Fons Pauwels werd aangesteld en de katholieke verenigingen samengebracht werden onder de koepelorganisatie met de naam 'vzw Alle Verenigingen van Ourodenberg' (AVO). Het bouwfonds van het AVO zou mede actief zijn om allerlei activiteiten bij te dragen aan de nodige fondsen. 
De eerste steen werd door monseigneur Theeuws gelegd op 6 februari 1972. Reeds enkele maanden later werd de kerk op zondag 1 oktober 1972 ingezegend door monseigneur Schoenmaeckers.

## Het ontwerp[1]

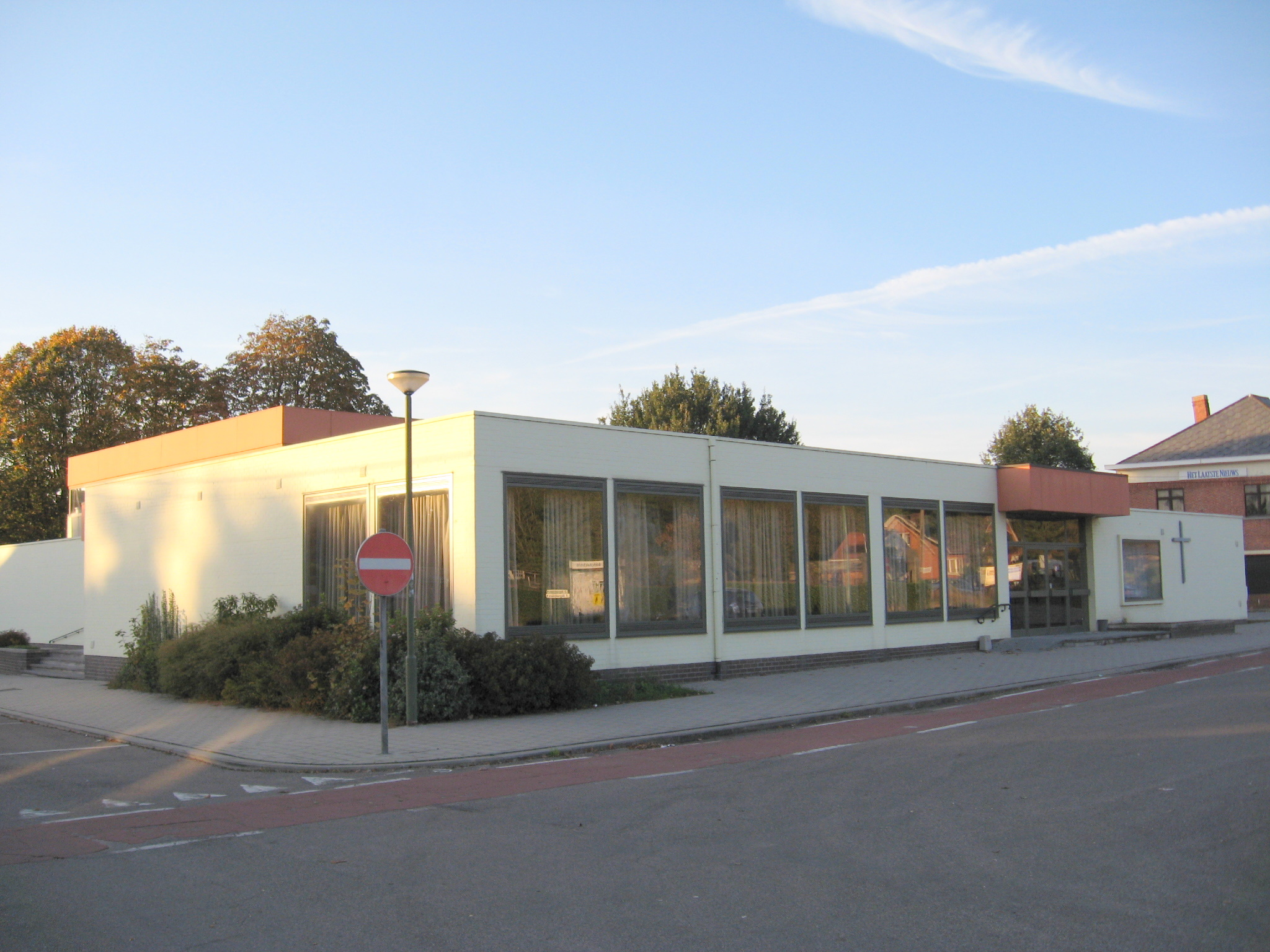
Frontzijde aan de Herseltsesteenweg

In 1969 werden de plannen aan de bevoegde instanties voorgelegd. Ze werden evenwel geweigerd omdat de inplanting te dicht bij de weg zou staan. Het oorspronkelijk vierkante grondplan diende grondig gewijzigd te worden. Voor het uiteindelijk ontwerp tekende architect Richard De Bruyn uit Lier. 
Het ontwerp voorzag in de geest van het Tweede Vaticaans Concilie de kerk als 'huis voor de gemeenschap' in de ware zijn van het woord. Het gebouw werd geconcipieerd als een polyvalente ruimte voor een parochiaal centrum. Naast de eigenlijke kerkruimte werd voorzien in o.a. een cafetaria met uitgeruste keuken, vergaderlokaal, en toiletten. Een flexibel gebruik van de ruimte werd gerealiseerd met behulp van verschuifbare wanden. Op die manier kon een ruime parochiezaal gecreëerd worden.

## Beschrijving exterieur
De moderne kerk van Ourodenberg ligt centraal ingeplant op het pleintje voor de grote stedelijke begraafplaats van Aarschot op de Herseltsesteenweg. Het zicht op het bouwwerk wordt nergens gestoord. Je merkt niet onmiddellijk dat dit heldere, modernistische vlakke gebouw een kerk in zich heeft: aan de kant van het kerkhof zien we slechts een eenvoudig kruis op de muur en op het platte dak symboliseert een omgekeerde ‘V’ uit gegalvaniseerd metaal en met een kleine klok wat een klokkentoren moet zijn.
Vanuit esthetisch standpunt oogt de ingang van de kerk het meest fraai. Wat tot een horizontale eentonigheid zou kunnen geleid hebben, wordt hier doorbroken door de verschillende bouwvolumes te schranken en door gebruik te maken van de verticaal opeenvolgende gekleurde afwisseling van de vaalrode dakrand, de ononderbroken vensterrij, het overheersende witte muurvolume en de onderste gevelband in donkergrijze bakstenen.
Aan de drie zijkanten zijn er toegangen tot de verschillende functionele delen van het gebouw.

## Beschrijving interieur
Het interieur van de kerk is sober en functioneel. Het is een open zaalkerk zonder storende elementen. Vooraan, op een verhoging van enkele treden, staat het volksaltaar. De ruimte wordt verlicht door een aaneensluitende rij van ramen, opgenomen in de dakconstructie en verbonden met de fries op de onbeschilderde, bakstenen muren. Deze fries is een eenvoudig herhalend geometrisch patroon van lichtgekleurde zeshoeken op een donkere achtergrond. Het plafond bestaat uit het onbedekte metalen geraamte en draagconstructie van het dak.